# Tokyo Midtown

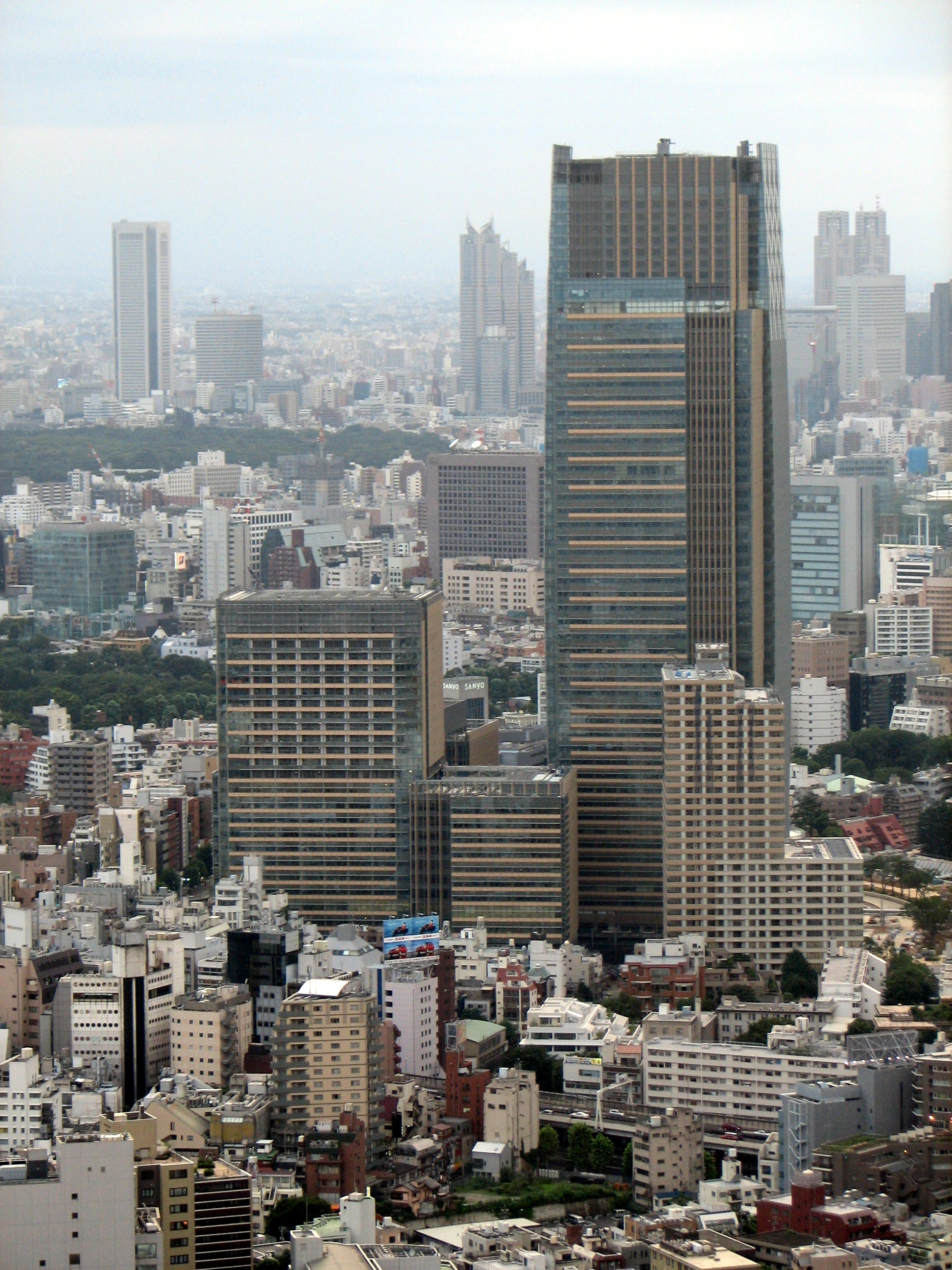
Tokyo Midtown nhìn từ Tháp Tokyo

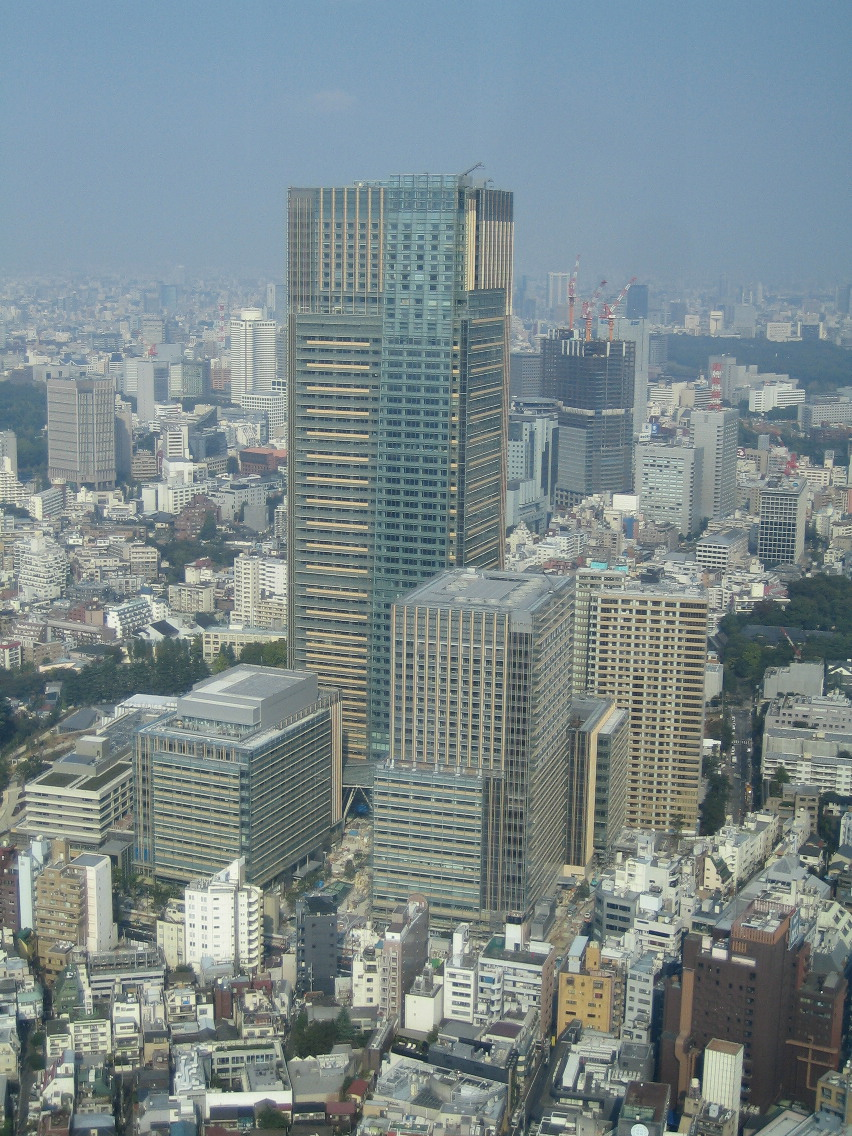
Tokyo Midtown nhìn từ Đồi Roppongi, 11/2006

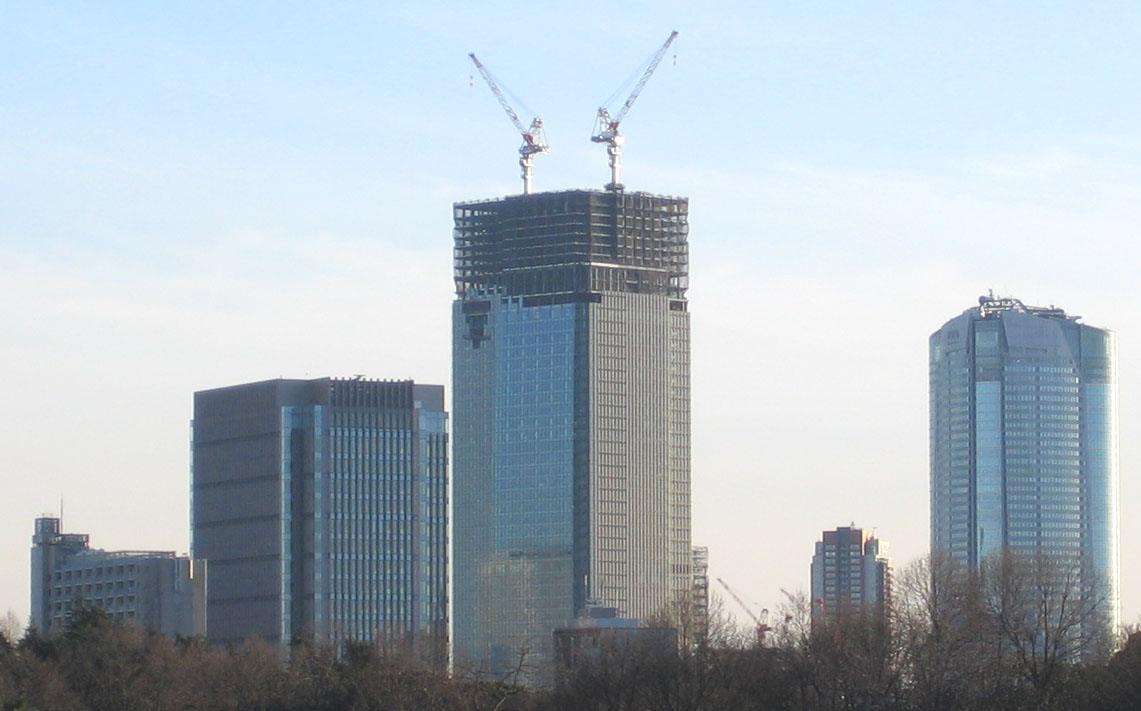
Tokyo Midtown, tháng 1/2006, with Đồi Roppongi ở phía sau bên phải

Tokyo Midtown (東京ミッドタウン Tōkyō Middotaun) là phức hợp các tòa nhà được hoàn thành tháng 3 năm 2007 tại khu vựcAkasaka của Minato-ku, Tokyo, Nhật Bản. Phức hợp nàyC bao gồm khu dân cư, khu thương mại và giải trí. Đây cũng có công viên mới nhất của Tokyo và Bảo tàng Suntory.

## Các tòa nhà
- Tháp Midtown là tòa nhà cao nhất ở tỉnh Tokyo với chiều cao 248 m nhưng không phải cao nhất ở Vùng đô thị Tokyo. Đây là tòa nhà cao thứ 4 Nhật Bản, sau Yokohama Landmark Tower ở Yokohama, Osaka WTC Building ở Osaka và Rinku Gate Tower Building ở Izumisano. Tòa nhà có văn phòng, khách sạn.
- Midtown Đông
- Parkside
- Midtown Tiền
- Midtown Gardenside (trước đây được biết đến dưới cái tên Midtown Tây).
- Galleria